# BET International
BET International foi um canal de televisão disponível no Reino Unido, Irlanda, África e Oriente Médio. Foi lançado em 27 de fevereiro de 2008 no Reino Unido, com sede em Londres. A BET exibia principalmente conteúdos da matriz norte-americana. O canal nunca chegou a exibir nenhum conteúdo produzido localmente.
A BET International Inc. recebeu uma licença para transmissão no UK em maio de 2007 pela Office of Communications (Ofcom). Em 2006 foi anunciado que a BET realizaria seu primeiro Hip-Hop Awards anual e como parte do anúncio eles também declararam que haveria uma categoria de "Melhor Artista do Reino Unido", sendo o vencedor Sway.
O canal veiculava a maior parte da programação originada e produzida pela matriz estadunidense, juntamente com programas selecionados da MTV e VH1. Ele também exibia sitcoms americanos e britânicos focados em negros que originalmente foram ao ar em redes de TV aberta em ambos os países.
Foi anunciado em 30 de março de 2021 que a BET seria descontinuada como um canal de TV por assinatura em 8 de abril de 2021 no Reino Unido e na Irlanda. O conteúdo da BET International foi distribuído entre os serviços de streaming My5 e Pluto TV, e também ficará disponível na Paramount+ após seu lançamento pan-europeu em 2022.